# آتول (داکوتای جنوبی)
آتول (به انگلیسی: Athol) یک منطقهٔ مسکونی در ایالات متحده آمریکا است که در شهرستان اسپینک، داکوتای جنوبی واقع شده‌است. آتول ۳۹۵ متر بالاتر از سطح دریا قرار دارد.